# ザ・ラプチャー
ザ・ラプチャー (The Rapture) は、アメリカ合衆国ニューヨーク出身のダンス・パンクバンド。1998年に結成、2014年に一旦解散したが、2019年に活動を再開した。
ダンスパンク、ポストパンク、アシッドハウス、ディスコ、エレクトロニカ、ロックなど様々なジャンルから影響を受けた音楽性が特徴で、バンドサウンドでありながらもスリリングかつタイトなダンスビート系の楽曲を演奏する。2000年代初頭のポストパンク・リバイバルを牽引した、ダンス・パンクムーブメントの中心的なバンドとして知られている。
1999年1月にミニアルバム『Mirror』をリリース。その後、2001年にはSub Popと契約し、EP『Out of the Races』と『Onto the Tracks』をリリース。2002年にはDFA Recordsより代表曲「House of Jealous Lovers」をリリース、全英シングルチャートで27位を記録し、批評家から絶賛を浴びる。2003年、デビューアルバム『Echoes』をリリース。2006年に2作目のスタジオアルバム『Pieces of the People We Love』をユニバーサル・レコードとヴァーティゴ・レコードからリリース。2008年にギター・ボーカルのルーク・ジェナーが8ヶ月程バンドを離脱した後、ベース・ボーカルのマット・セイファーが2009年に脱退。DFA Recordsと再契約し、2011年に3作目のアルバム『In the Grace of Your Love』をリリース。2014年、公式な声明は出されていなかったが、ザ・ラプチャーが解散していたことが明らかになる。バンドはその後、2019年にセイファーを除くメンバーで再結成した。

## バイオグラフィー

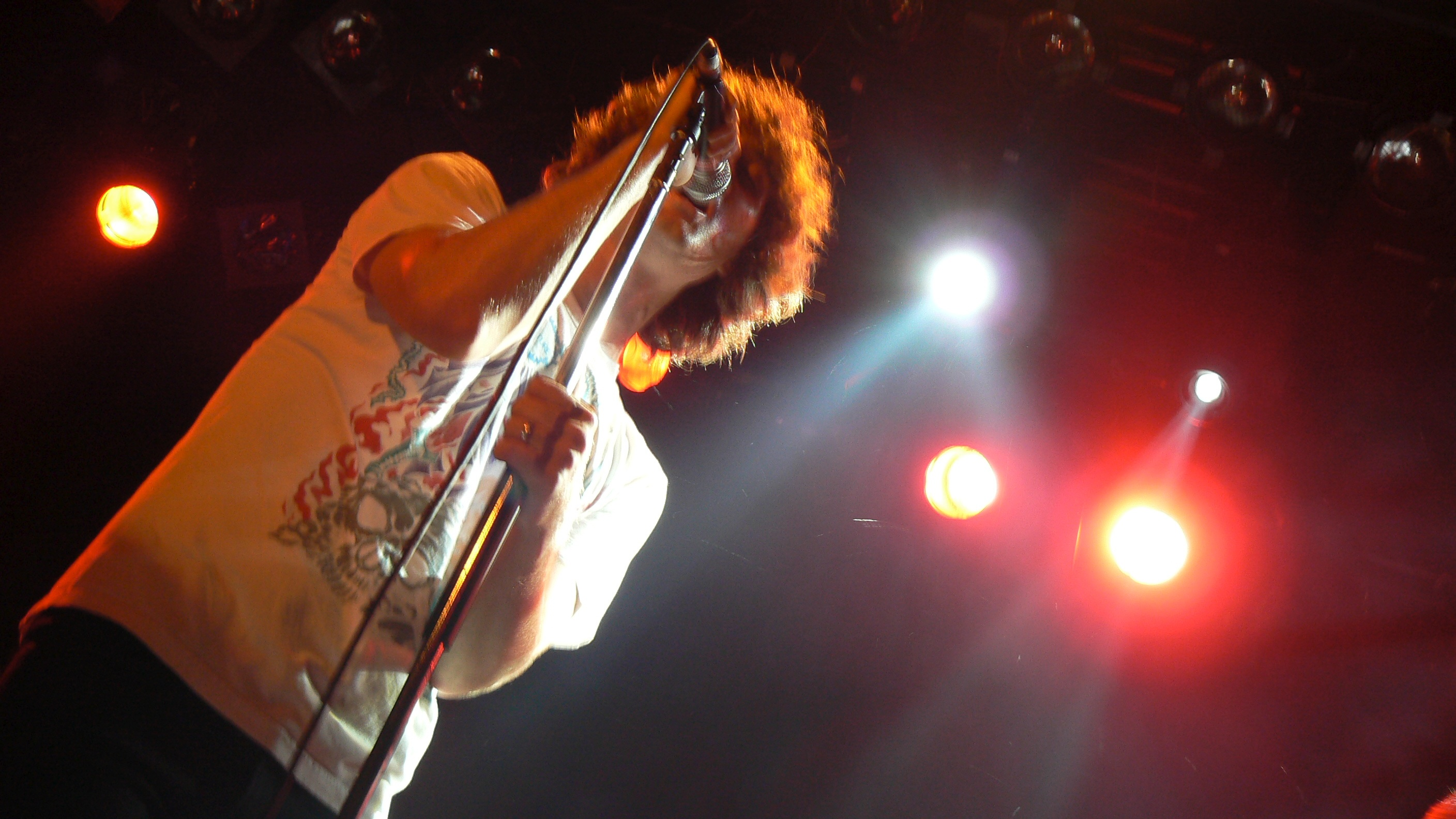
ライブで歌うボーカルのルーク・ジェナー（2006年）

1998年、ルーク・ジェナー、ヴィト・ロッコフォルテ、クリストファー・レリアによって結成された。1999年、デビューミニアルバム『Mirror』（ミラー）をリリース。その後メンバー・チェンジを経てニューヨークに拠点を移し、同年10月ワシントンD.C.のライヴで出会ったマット・セイファーが加入した。その後、プロデューサー・チームのDFAと出会い、やがて彼らのスタジオでレコーディングを開始する。2001年、DFAプロデュースによるEPをサブ・ポップからリリース、それに参加したガブリエル・アンドルッツィが7月に正式加入した。
2002年、DFAレコーズからリリースしたシングル「House of Jealous Lovers」（ハウス・オブ・ジェラス・ラヴァーズ）が英米で反響を呼び、ヴァーティゴレーベルとワールドワイド契約を結ぶ。バンドはDFAとアルバム製作を行ない、2003年デビューアルバム『Echoes』（エコーズ）をリリースした。アルバムは高い評価を受け、ダンス・パンク(ディスコ・パンク)ムーブメントの火付け役、ポストパンク・リバイバルを牽引する存在として決定的な評価を受けた。後に音楽メディアが発表した2000年代のベストリストではアルバムとシングル「House of Jealous Lovers」が軒並み高評価されており、多くのメディアに名盤の一つとして選ばれた。
その後バンドはメジャーの道を歩むことになり、前作『Echoes』の成功に携わってきたDFAレコーズを離れユニバーサル ミュージック グループと契約を結ぶ。しかし『Echoes』の制作に携わった者の中にはユニバーサルへの移籍を歓迎しない声もあがっていた。2006年、2ndアルバム『Pieces of the People We Love』（ピーセス・オブ・ザ・ピープル・ウィ・ラヴ）をリリースするが売り上げは伸びず、音楽メディアの評価は得たものの前作『Echoes』ほどの評判には至らなかった。

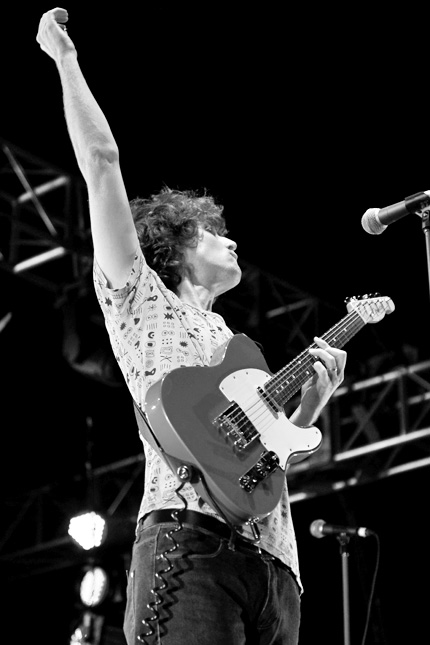
ライブで演奏するルーク・ジェナー（2011年）

2009年、ベーシストのマット・セイファーが脱退したことがバンドのブログを通じて発表された。同時にスタジオで作曲作業を行っていることを明らかにし、翌年Philippe Zdarをプロデューサーに迎えアルバム製作を開始する。2011年、紆余曲折を経て彼らは古巣DFAレコーズへ戻り、実に5年ぶりとなる3rdアルバム『In the Grace of Your Love』（イン・ザ・グレース・オブ・ユア・ラブ）をリリースした。アルバムからの先行シングル「How Deep Is Your Love?」は多くの音楽メディアで年間ベストトラックの一つに選ばれるなど高い評価を受けた。
2014年3月、DFAレコーズのマネージャーであるジョナサン・ガルキンがバンドはすでに解散したと明かした。
2019年2月、ルーク・ジェナーはFacebookを通じてザ・ラプチャーが再結成することを発表した。復帰公演は4月30日にウィリアムズバーグのミュージックホールで行われ、その後5月4日にはロングビーチで開催されたJust Like Heavenフェスティバルに出演した。長年のメンバーだったマット・セイファーはTwitterでの質問に答え、再結成に参加しないことが確認された。

## メンバー

### 現在のメンバー
- ルーク・ジェナー (Luke Jenner) - ギター / ボーカル (1998–2008, 2008-2013, 2019-)
- ヴィト・ロッコフォルテ (Vito Roccoforte) - ドラムス / パーカッション (1998-2013, 2019-)
- ガブリエル・アンドルッツィ (Gabriel Andruzzi) - キーボード / サックス / パーカッション (2002–2013, 2019-)、ベース (2010–2013)

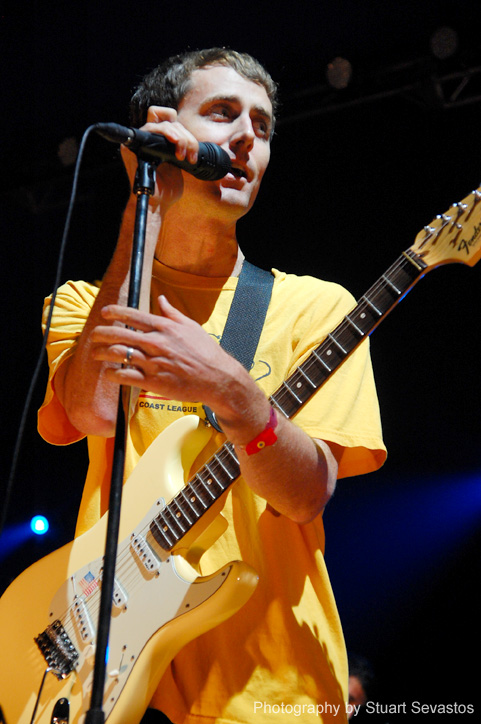
ルーク・ジェナー（ボーカル・ギター）
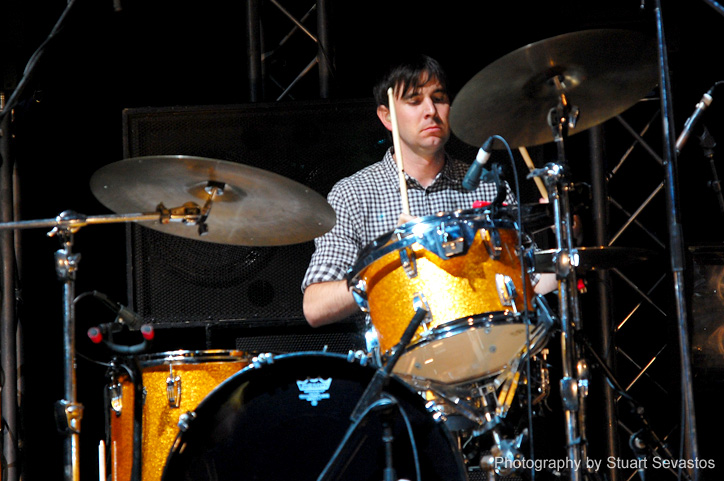
ヴィト・ロッコフォルテ（ドラムス）
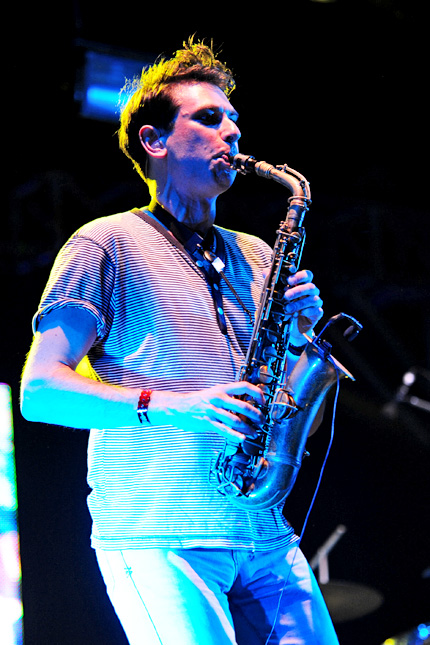
ガブリエル・アンドルッツィ（ベース）

### 過去のメンバー
- ブルックス・バンスティン (Brooks Bonstin) - ベース / ボーカル (1998–2000)
- クリストファー・レリア (Christopher Relyea) - キーボード / ボーカル (1998–2000)
- マット・セイファー (Matt Safer) - ベース / ボーカル (1999–2009)

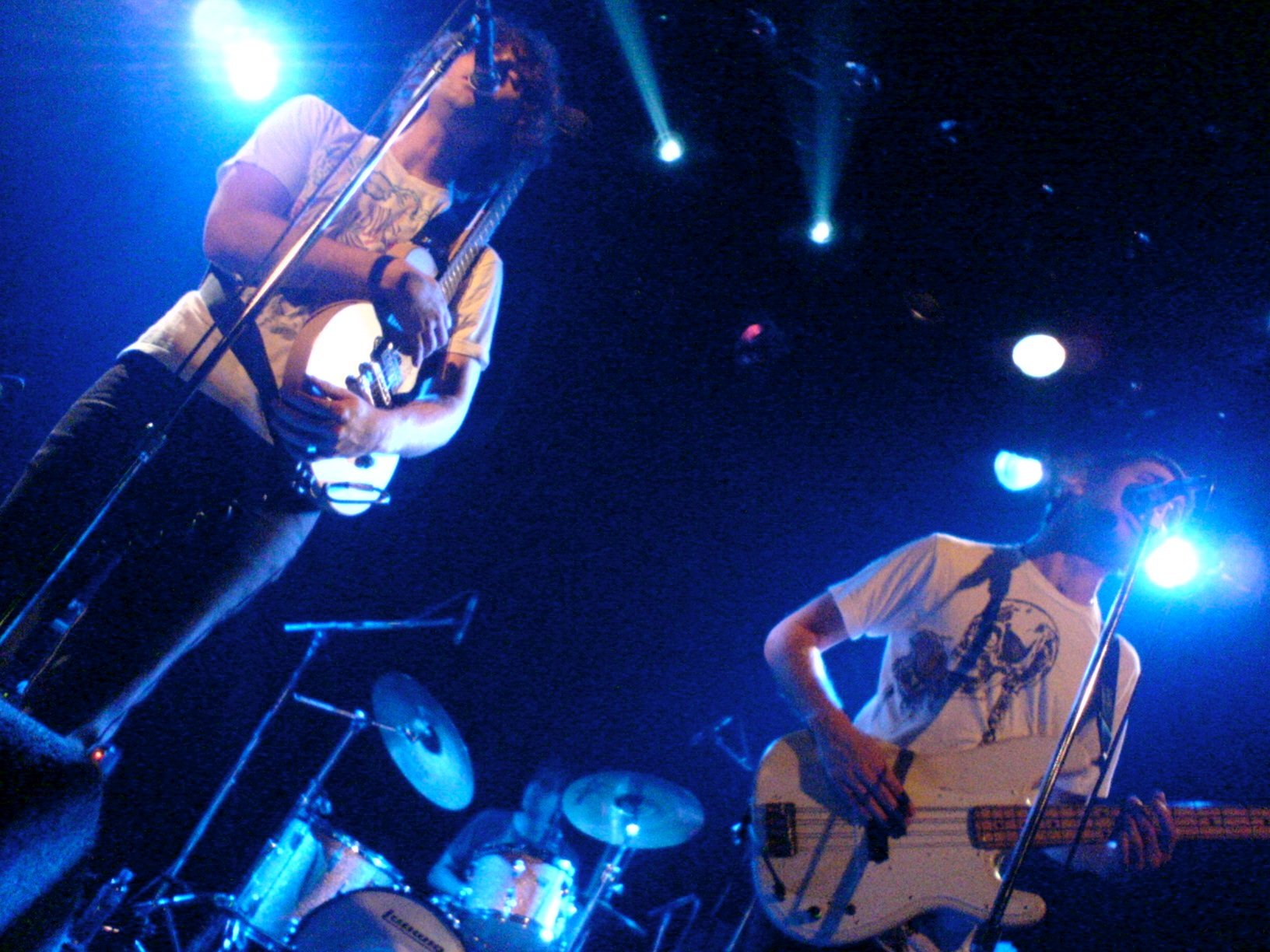
マット・セイファー（ベース・ボーカル）（右）

## ディスコグラフィ

### スタジオ・アルバム
- ミラー - Mirror (1999年)
- エコーズ - Echoes (2003年)
- ピーセズ・オブ・ザ・ピープル・ウィ・ラブ - Pieces of the People We Love (2006年)
- イン・ザ・グレース・オブ・ユア・ラブ - In the Grace of Your Love (2011年)

## 来日公演
- 2003年
  - 8月2日 大阪 インテックス大阪 - SUMMER SONIC OSAKA
  - 8月3日 千葉 幕張メッセ - SUMMER SONIC TOKYO
- 2006年
  - 8月12日 千葉 幕張メッセ - SUMMER SONIC TOKYO
  - 8月13日 大阪 インテックス大阪 - SUMMER SONIC OSAKA
- 2007年
  - 4月9日 大阪 心斎橋CLUB QUATTRO
  - 4月10日 名古屋 名古屋CLUB QUATTRO
  - 4月11日 東京 渋谷CLUB QUATTRO
- 2012年
  - 2月27日 大阪 梅田AKASO
  - 2月28日 東京 恵比寿LIQUIDROOM
  - 2月29日 東京 渋谷duo music exchange